# Ricardo Zielinski
Ricardo Alberto Zielinski (Lanús, Buenos Aires, 14 de octubre del 1959) es un exfutbolista y entrenador argentino que jugaba como mediocampista. Actualmente dirige a Belgrano de la Primera División de Argentina.

## Trayectoria

### Como futbolista
Jugó en San Telmo (1979-81), en Argentino de Quilmes (1981-82), Chacarita (1983-85). En el año 1983, logró el ascenso a la Primera División con Chacarita, continuando su carrera el club en la máxima categoría. Deportivo Mandiyú (1986-87), Deportivo Laferrere (1989-90), Kimberley de Mar del Plata (1991), Ituzaingó (1991-92) y Colegiales (fechas desconocidas).

### Como entrenador
Una vez concluida su carrera como futbolista, se convirtió en director técnico. Zielinski dirigió a Ituzaingó, San Telmo, Deportivo Morón (descendió a la Primera B en 2000), Defensa y Justicia, All Boys, Juventud Antoniana, El Porvenir, Temperley, Ben Hur (descendió al Argentino A en 2008), y Chacarita. Este último, bajo su conducción, consiguió el ascenso a la Primera División en el mes de junio del 2009. En septiembre del mismo año, presentaría su renuncia luego de caer ante Colón en el Apertura 2009.
Tras un paso por el club Patronato, Zielinski asumió como entrenador del Club Atlético Belgrano. Con este último ascendió a Primera División en 2011 Tras el ascenso tuvo una excelente campaña en la máxima categoría, consiguiendo con el equipo cordobés la clasificación a la Copa Sudamericana y el 2.º lugar en la tabla de posiciones, lo que es una de las mejores campañas del club de Alberdi en Primera División. Permaneció por muchas temporadas con el "Pirata" cordobés en el fútbol argentino. En mayo del 2016 dejó de ser director técnico de Belgrano, al acordar su desvinculación tras 5 años y medio en el club.
El 29 de agosto de 2016, se convirtió en el técnico de Racing Club. En su debut, Racing Club venció 2 a 0 a San Martín de San Juan, obteniendo una victoria más ante Vélez Sarfield. No obstante, su desempeño, la falta de resultados y las presiones dirigenciales propiciaron su renuncia el 18 de diciembre.
En junio de 2017, se convirtió en técnico del Atlético Tucumán. Con el "Decano" logró buenas campañas, llegando a la final de la Copa Argentina, en la que perdió contra River Plate, y alcanzando los cuartos de final de la Copa Libertadores 2018, instancia en la que quedó eliminado por Grêmio de Brasil. En la Superliga 2018-19 logró el quinto puesto por atrás de Racing (campeón), Defensa y Justicia, Boca y River, y se clasificó a la Copa Libertadores 2020. Al terminar la Copa de la Superliga 2019, en la que llegó hasta la semifinal con los de 25 de Mayo y Chile, renovó por un año más con el club. A finales del 2020, luego de la finalización de la Copa Diego Maradona, anunció que no continuaría como entrenador de los Decanos.
El 11 de enero de 2021, Zielinski fue presentado como nuevo entrenador de Estudiantes de La Plata y firmó un contrato por 12 meses. En noviembre, renovaría su contrato por una temporada más producto de la buena campaña lograda con el equipo platense. El 19 de agosto de 2022, el Ruso intentó renunciar pero el club lo terminó convenciendo para que siguiera. El 30 de septiembre, el presidente del club Martín Gorostegui confirmaría su salida luego de una serie de malos resultados que se acentuaron tras la eliminación de la Copa Libertadores.
El 17 de noviembre de 2022 fue anunciado como entrenador del club uruguayo Nacional, siendo su primera experiencia en el extranjero. El 20 de marzo de 2023, dejó el club de común acuerdo con la dirigencia después de estar al frente del equipo en 8 partidos.
En abril de 2023, se hizo oficial su contratación como técnico de Independiente hasta junio de 2024. El 20 de agosto de 2023, presentó su renuncia luego de una serie de malos resultados que situaron al club en puestos de descenso.
El 9 de octubre de 2023, fue confirmado como entrenador de Lanús y firmó un contrato hasta diciembre de 2024. Luego de clasificar al equipo a la Copa Sudamericana, anunció que dejaría su cargo después de que expirase su vínculo con el club.
El 10 de febrero de 2025, inició su segunda etapa al frente de Belgrano.

## Estilo
Acostumbrado a las limitaciones de los equipos del ascenso, suele conformarse con lo que hay y no hace reclamos de contrataciones caras. Se lo suele considerar un "bicho raro” ya que no suele expresar emociones y por lo general es mesurado y callado. Suele apoyarse en jugadores de experiencia, aunque en su ciclo en Belgrano aparecieron jugadores como Renzo Saravia, Emiliano Rigoni y Lucas Zelarrayán, y potenció a Fernando Márquez, que era muy cuestionado pero que ingresaba en los segundos tiempos y funcionaba bien. Es valorado por su trabajo, y su no-crítica a un futbolista pese a que más de una vez tuvo que lidiar con algunos casos de problemas extra-deportivos.

«Trato de hablar con los jugadores de cosas puntuales. Lo aprendí de Carlos Griguol. Trato de inculcarles que si pueden, se compren un departamento o una casita y al menos tengan un sustento cuando dejen la actividad. Porque vos no sabés qué te puede pasar: una lesión te corta la carrera y te frustra. [...] En definitiva, de eso se trata nuestro trabajo: tratar de ayudar al otro para que mañana transite por buenos lugares.»
Ricardo Zielinski, en una entrevista con el diario Clarín.

En los equipos que ha dirigido, su prioridad es ver qué jugadores hay y de qué pueden jugar, y de ahí fijar un sistema de juego, en lugar de tener una idea ya preparada y acomodarla a su plantel. Esto lo reiteró en más de una entrevista, asegurando que «No se juega con lo que se quiere, se juega con lo que se puede». En general, sus equipos adoptaron un sistema defensivo, siendo el más destacado Belgrano de Córdoba.

## Clubes

### Como futbolista
| Club                 | País      | Año       |
| -------------------- | --------- | --------- |
| San Telmo            | Argentina | 1979-1980 |
| Argentino de Quilmes | Argentina | 1981-1982 |
| Chacarita Juniors    | Argentina | 1983-1986 |
| Deportivo Mandiyú    | Argentina | 1986-1988 |
| Deportivo Laferrere  | Argentina | 1988-1990 |
| Kimberley (MDP)      | Argentina | 1991      |
| Ituzaingó            | Argentina | 1991-1992 |

### Como entrenador
| Equipo                       | Div.                | Temporada           | Liga | Liga | Liga | Liga |    | Copa | Copa | Copa | Copa |    | Internacional | Internacional | Internacional | Internacional |   | Otros | Otros | Otros | Otros |     | Totales     | Totales | Totales | Totales | Totales | Totales | Totales | Totales | Totales |
| Equipo                       | Div.                | Temporada           | PD   | G    | E    | P    | PD | G    | E    | P    | PD   | G  | E             | P             | PD            | G             | E | P     | PD    | G     | E     | P   | Rendimiento | GF      | GC      | Dif.    | Ptos.   |         |         |         |         |
| ---------------------------- | ------------------- | ------------------- | ---- | ---- | ---- | ---- | -- | ---- | ---- | ---- | ---- | -- | ------------- | ------------- | ------------- | ------------- | - | ----- | ----- | ----- | ----- | --- | ----------- | ------- | ------- | ------- | ------- | ------- | ------- | ------- | ------- |
| Ituzaingó Argentina          | 4.ª                 | 1995-96             | 38   | 12   | 16   | 10   | -  | -    | -    | -    | -    | -  | -             | -             | -             | -             | - | -     | 38    | 12    | 16    | 10  | 45.62%      | 43      | 48      | -5      | 52      |         |         |         |         |
| Ituzaingó Argentina          | 4.ª                 | 1996-97             | 36   | 19   | 11   | 6    | -  | -    | -    | -    | -    | -  | -             | -             | -             | -             | - | -     | 36    | 19    | 11    | 6   | 62.97%      | 67      | 29      | +38     | 68      |         |         |         |         |
| Ituzaingó Argentina          | Total               | Total               | 74   | 31   | 27   | 16   | -  | -    | -    | -    | -    | -  | -             | -             | -             | -             | - | -     | 74    | 31    | 27    | 16  | 54.05%      | 110     | 77      | +33     | 120     |         |         |         |         |
| Atlanta Argentina            | 2.ª                 | 1997-98             | 15   | 2    | 5    | 8    | -  | -    | -    | -    | -    | -  | -             | -             | -             | -             | - | -     | 15    | 2     | 5     | 8   | 24.44%      | 10      | 21      | -11     | 11      |         |         |         |         |
| Atlanta Argentina            | Total               | Total               | 15   | 2    | 5    | 8    | -  | -    | -    | -    | -    | -  | -             | -             | -             | -             | - | -     | 15    | 2     | 5     | 8   | 24.44%      | 10      | 21      | -11     | 11      |         |         |         |         |
| San Telmo Argentina          | 3.ª                 | 1997-98             | 15   | 6    | 5    | 4    | -  | -    | -    | -    | -    | -  | -             | -             | -             | -             | - | -     | 15    | 6     | 5     | 4   | 51.11%      | 20      | 14      | +6      | 23      |         |         |         |         |
| San Telmo Argentina          | Total               | Total               | 15   | 6    | 5    | 4    | -  | -    | -    | -    | -    | -  | -             | -             | -             | -             | - | -     | 15    | 6     | 5     | 4   | 51.11%      | 20      | 14      | +6      | 23      |         |         |         |         |
| Deportivo Morón Argentina    | 2.ª                 | 1998-99             | 14   | 2    | 8    | 4    | -  | -    | -    | -    | -    | -  | -             | -             | -             | -             | - | -     | 14    | 2     | 8     | 4   | 33.34%      | 10      | 12      | -2      | 14      |         |         |         |         |
| Deportivo Morón Argentina    | 2.ª                 | 1999-00             | 13   | 2    | 5    | 6    | -  | -    | -    | -    | -    | -  | -             | -             | -             | -             | - | -     | 13    | 2     | 5     | 6   | 28.2%       | 12      | 18      | -6      | 11      |         |         |         |         |
| Deportivo Morón Argentina    | Total               | Total               | 27   | 4    | 13   | 10   | -  | -    | -    | -    | -    | -  | -             | -             | -             | -             | - | -     | 27    | 4     | 13    | 10  | 30.86%      | 22      | 30      | -8      | 25      |         |         |         |         |
| Temperley Argentina          | 3.ª                 | 2000-01             | 26   | 9    | 12   | 5    | -  | -    | -    | -    | -    | -  | -             | -             | -             | -             | - | -     | 26    | 9     | 12    | 5   | 50%         | 35      | 23      | +12     | 39      |         |         |         |         |
| San Martín Argentina         | 2.ª                 | 2001-02             | 19   | 7    | 6    | 6    | -  | -    | -    | -    | -    | -  | -             | -             | -             | -             | - | -     | 19    | 7     | 6     | 6   | 47.37%      | 23      | 23      | +0      | 27      |         |         |         |         |
| San Martín Argentina         | Total               | Total               | 19   | 7    | 6    | 6    | -  | -    | -    | -    | -    | -  | -             | -             | -             | -             | - | -     | 19    | 7     | 6     | 6   | 47.37%      | 23      | 23      | +0      | 27      |         |         |         |         |
| Defensa y Justicia Argentina | 2.ª                 | 2002-03             | 48   | 20   | 11   | 17   | -  | -    | -    | -    | -    | -  | -             | -             | -             | -             | - | -     | 48    | 20    | 11    | 17  | 49.31%      | 60      | 51      | +9      | 71      |         |         |         |         |
| Defensa y Justicia Argentina | Total               | Total               | 48   | 20   | 11   | 17   | -  | -    | -    | -    | -    | -  | -             | -             | -             | -             | - | -     | 48    | 20    | 11    | 17  | 49.31%      | 60      | 51      | +9      | 71      |         |         |         |         |
| All Boys Argentina           | 3.ª                 | 2003-04             | 26   | 12   | 6    | 8    | -  | -    | -    | -    | -    | -  | -             | -             | -             | -             | - | -     | 26    | 12    | 6     | 8   | 53.84%      | 50      | 31      | +19     | 42      |         |         |         |         |
| All Boys Argentina           | 3.ª                 | 2004-05             | 15   | 6    | 5    | 4    | -  | -    | -    | -    | -    | -  | -             | -             | -             | -             | - | -     | 15    | 6     | 5     | 4   | 51.11%      | 22      | 20      | +2      | 32      |         |         |         |         |
| All Boys Argentina           | Total               | Total               | 41   | 18   | 11   | 12   | -  | -    | -    | -    | -    | -  | -             | -             | -             | -             | - | -     | 41    | 18    | 11    | 12  | 52.84%      | 64      | 46      | +18     | 65      |         |         |         |         |
| Juventud Antoniana Argentina | 2.ª                 | 2004-05             | 9    | 1    | 2    | 6    | -  | -    | -    | -    | -    | -  | -             | -             | -             | -             | - | -     | 9     | 1     | 2     | 6   | 18.52%      | 8       | 17      | -9      | 5       |         |         |         |         |
| Juventud Antoniana Argentina | Total               | Total               | 9    | 1    | 2    | 6    | -  | -    | -    | -    | -    | -  | -             | -             | -             | -             | - | -     | 9     | 1     | 2     | 6   | 18.52%      | 8       | 17      | -9      | 5       |         |         |         |         |
| El Porvenir Argentina        | 2.ª                 | 2006-07             | 11   | 2    | 3    | 6    | -  | -    | -    | -    | -    | -  | -             | -             | -             | -             | - | -     | 11    | 2     | 3     | 6   | 27.27%      | 12      | 20      | -8      | 9       |         |         |         |         |
| El Porvenir Argentina        | Total               | Total               | 11   | 2    | 3    | 6    | -  | -    | -    | -    | -    | -  | -             | -             | -             | -             | - | -     | 11    | 2     | 3     | 6   | 27.27%      | 12      | 20      | -8      | 9       |         |         |         |         |
| Temperley Argentina          | 3.ª                 | 2006-07             | 26   | 10   | 7    | 9    | -  | -    | -    | -    | -    | -  | -             | -             | -             | -             | - | -     | 26    | 10    | 7     | 9   | 47.43%      | 25      | 30      | -5      | 37      |         |         |         |         |
| Temperley Argentina          | Total               | Total               | 52   | 19   | 19   | 14   | -  | -    | -    | -    | -    | -  | -             | -             | -             | -             | - | -     | 52    | 19    | 19    | 14  | 48.72%      | 60      | 53      | +7      | 73      |         |         |         |         |
| Ben Hur Argentina            | 2.ª                 | 2007-08             | 25   | 8    | 6    | 11   | -  | -    | -    | -    | -    | -  | -             | -             | -             | -             | - | -     | 25    | 8     | 6     | 11  | 40%         | 21      | 29      | -8      | 30      |         |         |         |         |
| Ben Hur Argentina            | Total               | Total               | 25   | 8    | 6    | 11   | -  | -    | -    | -    | -    | -  | -             | -             | -             | -             | - | -     | 25    | 8     | 6     | 11  | 40%         | 21      | 29      | -8      | 30      |         |         |         |         |
| Chacarita Juniors Argentina  | 2.ª                 | 2008-09             | 24   | 15   | 5    | 4    | -  | -    | -    | -    | -    | -  | -             | -             | -             | -             | - | -     | 24    | 15    | 5     | 4   | 69.44%      | 40      | 17      | +23     | 50      |         |         |         |         |
| Chacarita Juniors Argentina  | 1.ª                 | 2009-10             | 5    | 0    | 0    | 5    | -  | -    | -    | -    | -    | -  | -             | -             | -             | -             | - | -     | 5     | 0     | 0     | 5   | 0%          | 5       | 11      | -6      | 0       |         |         |         |         |
| Chacarita Juniors Argentina  | Total               | Total               | 29   | 15   | 5    | 9    | -  | -    | -    | -    | -    | -  | -             | -             | -             | -             | - | -     | 29    | 15    | 5     | 9   | 57.47%      | 45      | 28      | +17     | 59      |         |         |         |         |
| Patronato Argentina          | 2.ª                 | 2010-11             | 18   | 5    | 6    | 7    | -  | -    | -    | -    | -    | -  | -             | -             | -             | -             | - | -     | 18    | 5     | 6     | 7   | 38.89%      | 16      | 21      | -5      | 21      |         |         |         |         |
| Patronato Argentina          | Total               | Total               | 18   | 5    | 6    | 7    | -  | -    | -    | -    | -    | -  | -             | -             | -             | -             | - | -     | 18    | 5     | 6     | 7   | 38.89%      | 16      | 21      | -5      | 21      |         |         |         |         |
| Belgrano Argentina           | 2.ª                 | 2010-11             | 18   | 9    | 7    | 2    | -  | -    | -    | -    | -    | -  | -             | -             | 2             | 1             | 1 | 0     | 20    | 10    | 8     | 2   | 63.33%      | 30      | 15      | +15     | 38      |         |         |         |         |
| Belgrano Argentina           | 1.ª                 | 2011-12             | 38   | 14   | 13   | 11   | 3  | 2    | 0    | 1    | -    | -  | -             | -             | -             | -             | - | -     | 41    | 16    | 13    | 12  | 49.59%      | 44      | 38      | +6      | 61      |         |         |         |         |
| Belgrano Argentina           | 1.ª                 | 2012-13             | 38   | 14   | 17   | 7    | 1  | 0    | 0    | 1    | -    | -  | -             | -             | -             | -             | - | -     | 39    | 14    | 17    | 8   | 50.43%      | 36      | 27      | +9      | 59      |         |         |         |         |
| Belgrano Argentina           | 1.ª                 | 2013-14             | 38   | 11   | 16   | 11   | 1  | 0    | 0    | 1    | 2    | 1  | 0             | 1             | -             | -             | - | -     | 41    | 12    | 16    | 13  | 42.28%      | 46      | 45      | +1      | 52      |         |         |         |         |
| Belgrano Argentina           | 1.ª                 | 2014                | 19   | 7    | 4    | 8    | -  | -    | -    | -    | -    | -  | -             | -             | -             | -             | - | -     | 19    | 7     | 4     | 8   | 43.86%      | 26      | 26      | +0      | 25      |         |         |         |         |
| Belgrano Argentina           | 1.ª                 | 2015                | 30   | 14   | 9    | 7    | 1  | 0    | 1    | 0    | 2    | 0  | 1             | 1             | 3             | 1             | 1 | 1     | 36    | 15    | 12    | 9   | 52.78%      | 38      | 34      | +4      | 57      |         |         |         |         |
| Belgrano Argentina           | 1.ª                 | 2016                | 16   | 4    | 4    | 8    | -  | -    | -    | -    | -    | -  | -             | -             | -             | -             | - | -     | 16    | 4     | 4     | 8   | 33.33%      | 21      | 24      | -3      | 16      |         |         |         |         |
| Racing Club Argentina        | 1.ª                 | 2016-17             | 13   | 6    | 2    | 5    | 1  | 0    | 0    | 1    | -    | -  | -             | -             | -             | -             | - | -     | 14    | 6     | 2     | 6   | 47.62%      | 24      | 16      | +8      | 20      |         |         |         |         |
| Racing Club Argentina        | Total               | Total               | 13   | 6    | 2    | 5    | 1  | 0    | 0    | 1    | -    | -  | -             | -             | -             | -             | - | -     | 14    | 6     | 2     | 6   | 47.62%      | 24      | 16      | +8      | 20      |         |         |         |         |
| Atlético Tucumán Argentina   | 1.ª                 | 2016-17             | 1    | 0    | 1    | 0    | -  | -    | -    | -    | -    | -  | -             | -             | -             | -             | - | -     | 1     | 0     | 1     | 0   | 33.33%      | 1       | 1       | +0      | 1       |         |         |         |         |
| Atlético Tucumán Argentina   | 1.ª                 | 2017-18             | 27   | 8    | 12   | 7    | 5  | 3    | 1    | 1    | 4    | 3  | 0             | 1             | -             | -             | - | -     | 36    | 14    | 13    | 9   | 50.93%      | 44      | 33      | +11     | 55      |         |         |         |         |
| Atlético Tucumán Argentina   | 1.ª                 | 2018-19             | 25   | 12   | 6    | 7    | 9  | 4    | 1    | 4    | 10   | 4  | 1             | 5             | -             | -             | - | -     | 44    | 20    | 8     | 16  | 51.51%      | 56      | 55      | +1      | 68      |         |         |         |         |
| Atlético Tucumán Argentina   | 1.ª                 | 2019-20             | 23   | 7    | 8    | 8    | 14 | 8    | 3    | 3    | 6    | 2  | 1             | 3             | -             | -             | - | -     | 43    | 17    | 12    | 14  | 48.83%      | 52      | 49      | +3      | 63      |         |         |         |         |
| Atlético Tucumán Argentina   | Total               | Total               | 76   | 27   | 27   | 22   | 28 | 15   | 5    | 8    | 20   | 9  | 2             | 9             | -             | -             | - | -     | 124   | 51    | 34    | 39  | 50.27%      | 153     | 138     | +15     | 187     |         |         |         |         |
| Estudiantes Argentina        | 1.ª                 | 2021                | 25   | 10   | 9    | 6    | 14 | 6    | 5    | 3    | -    | -  | -             | -             | -             | -             | - | -     | 39    | 16    | 14    | 9   | 53%         | 59      | 41      | +18     | 62      |         |         |         |         |
| Estudiantes Argentina        | 1.ª                 | 2022                | 22   | 7    | 6    | 9    | 17 | 9    | 5    | 3    | 14   | 8  | 3             | 3             | -             | -             | - | -     | 53    | 24    | 14    | 15  | 54.09%      | 74      | 58      | +16     | 86      |         |         |         |         |
| Estudiantes Argentina        | Total               | Total               | 47   | 17   | 15   | 15   | 31 | 15   | 10   | 6    | 14   | 8  | 3             | 3             | -             | -             | - | -     | 92    | 40    | 28    | 24  | 53.62%      | 133     | 99      | +34     | 148     |         |         |         |         |
| Nacional · Uruguay           | 1.ª                 | 2023                | 7    | 3    | 3    | 1    | -  | -    | -    | -    | -    | -  | -             | -             | 1             | 0             | 0 | 1     | 8     | 3     | 3     | 2   | 50%         | 11      | 8       | +3      | 12      |         |         |         |         |
| Nacional · Uruguay           | Total               | Total               | 7    | 3    | 3    | 1    | -  | -    | -    | -    | -    | -  | -             | -             | 1             | 0             | 0 | 1     | 8     | 3     | 3     | 2   | 50%         | 11      | 8       | +3      | 12      |         |         |         |         |
| Independiente Argentina      | 1.ª                 | 2023                | 16   | 5    | 4    | 7    | 2  | 0    | 1    | 1    | -    | -  | -             | -             | -             | -             | - | -     | 18    | 5     | 5     | 8   | 37.04%      | 15      | 21      | -6      | 20      |         |         |         |         |
| Independiente Argentina      | Total               | Total               | 16   | 5    | 4    | 7    | 2  | 0    | 1    | 1    | -    | -  | -             | -             | -             | -             | - | -     | 18    | 5     | 5     | 8   | 37.04%      | 15      | 21      | -6      | 20      |         |         |         |         |
| Lanús Argentina              | 1.ª                 | 2023                | -    | -    | -    | -    | 6  | 2    | 3    | 1    | -    | -  | -             | -             | -             | -             | - | -     | 6     | 2     | 3     | 1   | 50%         | 5       | 4       | +1      | 9       |         |         |         |         |
| Lanús Argentina              | 1.ª                 | 2024                | 27   | 8    | 12   | 7    | 15 | 7    | 2    | 6    | 12   | 6  | 4             | 2             | -             | -             | - | -     | 54    | 21    | 18    | 15  | 50%         | 67      | 54      | +13     | 81      |         |         |         |         |
| Lanús Argentina              | Total               | Total               | 27   | 8    | 12   | 7    | 21 | 9    | 5    | 7    | 12   | 6  | 4             | 2             | -             | -             | - | -     | 60    | 23    | 21    | 16  | 50%         | 72      | 58      | +14     | 90      |         |         |         |         |
| Belgrano Argentina           | 1.ª                 | 2025                | 16   | 4    | 8    | 4    | 3  | 3    | 0    | 0    | -    | -  | -             | -             | -             | -             | - | -     | 19    | 7     | 8     | 4   | 50.88%      | 22      | 19      | +3      | 29      |         |         |         |         |
| Belgrano Argentina           | Total               | Total               | 213  | 77   | 78   | 58   | 9  | 5    | 1    | 3    | 4    | 1  | 1             | 2             | 5             | 2             | 2 | 1     | 231   | 85    | 82    | 64  | 48.63%      | 264     | 228     | +35     | 337     |         |         |         |         |
| Total en su carrera          | Total en su carrera | Total en su carrera | 782  | 281  | 260  | 241  | 92 | 44   | 22   | 26   | 50   | 24 | 10            | 16            | 6             | 2             | 2 | 2     | 930   | 351   | 294   | 285 | 48.28%      | 1142    | 998     | +144    | 1347    |         |         |         |         |
| 1. 2. 3.                     |                     |                     |      |      |      |      |    |      |      |      |      |    |               |               |               |               |   |       |       |       |       |     |             |         |         |         |         |         |         |         |         |

#### Resumen por competencias
| Competición                   | Partidos | Ganados | Empatados | Perdidos | %      | Resultado        |
| ----------------------------- | -------- | ------- | --------- | -------- | ------ | ---------------- |
| Primera C de Argentina        | 74       | 31      | 27        | 16       | 54.05% | 3.er lugar       |
| Primera B Metropolitana       | 108      | 43      | 35        | 30       | 50.61% | 9.º lugar        |
| Primera B Nacional            | 216      | 74      | 65        | 77       | 44.29% | Subcampeón       |
| Primera División de Argentina | 382      | 132     | 132       | 118      | 46.07% | 3.er lugar       |
| Copa Argentina                | 25       | 12      | 6         | 7        | 56%    | Subcampeón       |
| Copa de la Superliga          | 6        | 2       | 0         | 4        | 33.33% | Semifinales      |
| Copa de la Liga Profesional   | 61       | 30      | 16        | 15       | 57.92% | Cuartos de final |
| Primera División de Uruguay   | 7        | 3       | 3         | 1        | 57.15% | 3.er lugar       |
| Supercopa Uruguaya            | 1        | 0       | 0         | 1        | 0%     | Subcampeón       |
| Copa Libertadores             | 28       | 14      | 4         | 10       | 54.76% | Cuartos de final |
| Copa Sudamericana             | 22       | 10      | 6         | 6        | 54.54% | Semifinales      |
| TOTAL                         | 930      | 351     | 294       | 285      | 48.28% | Sin Títulos      |

## Ascensos

#### Logros como entrenador
| Título                     | Club      | País      | Año  |
| -------------------------- | --------- | --------- | ---- |
| Ascenso a Primera División | Chacarita | Argentina | 2009 |
| Ascenso a Primera División | Belgrano  | Argentina | 2011 |